# 布蘭登堡-拜律特

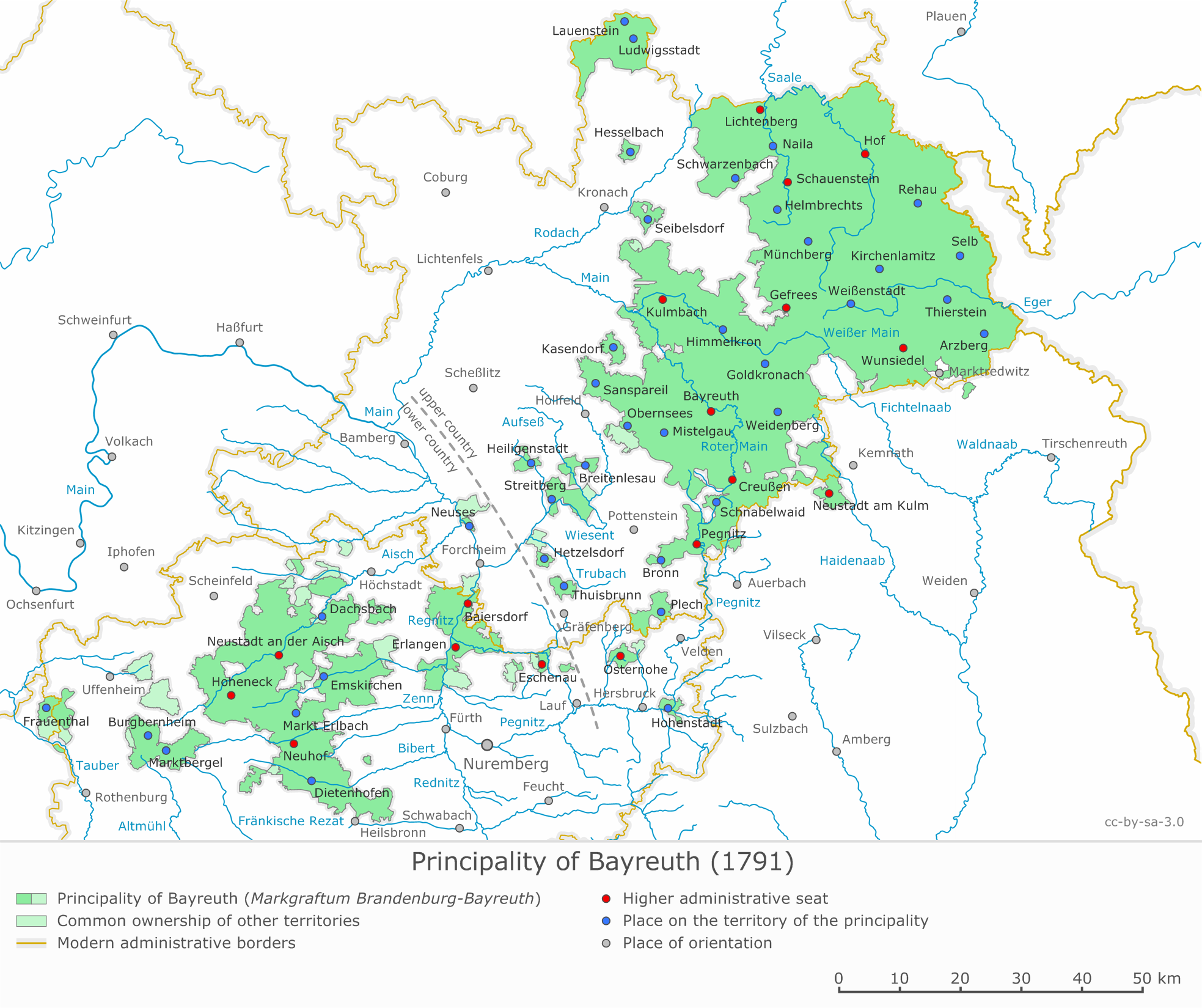

布蘭登堡-拜律特（德語：Brandenburg-Bayreuth），是德國歷史上的一個藩侯國，存在時間為1398年至1791年，由霍亨索倫家族統治。
1398年自紐倫堡領地分出，首府位於庫爾姆巴赫，稱布蘭登堡-庫爾姆巴赫（德語：Brandenburg-Kulmbach）。1604年，藩侯克里斯蒂安將首府移至拜律特，改名為布蘭登堡-拜律特。1769年絕嗣，由布蘭登堡-安斯巴赫繼承，1791年併入普魯士王國。

## 藩侯

### 庫爾姆巴赫藩侯
1. 約翰三世，1398年至1420年在位
2. 腓特烈一世，1420年至1440年在位
3. 約翰，1440年至1457年在位
4. 阿爾布雷希特一世，1457年至1486年在位
5. 西格蒙德，1486年至1495年在位
6. 腓特烈二世，1495年至1515年在位
7. 卡西米爾，1515年至1527年在位
8. 阿爾布雷希特二世，1527年至1553年在位
9. 格奧爾格·腓特烈一世，1553年至1603年在位

### 拜律特藩侯
1. 克里斯蒂安，1604年至1655年在位
2. 克里斯蒂安·恩斯特，1655年至1712年在位
3. 格奧爾格·威廉，1712年至1726年在位
4. 格奧爾格·腓特烈·卡爾，1726年至1735年在位
5. 腓特烈三世，1735年至1763年在位
6. 腓特烈·克里斯蒂安，1763年至1769年在位
7. 亞歷山大，1769年至1791年在位